# Susanne Schötz
Susanne Schötz (* 7. ledna 1958 Altdöbern) je německá historička, od roku 2005 vedoucí katedry pro hospodářské a sociální dějiny Technické univerzity v Drážďanech. Specializuje se na hospodářské a sociální dějiny maloměšťanstva, lokální maloobchod v období 1500–1900, raněnovověké obchodní kontakty, luxus a konsum, vztah práce/vlády a práce/pohlaví, roli mužů a žen v revoluci 1848/49, osobnost Louise Otto Peters a dějiny německého ženského hnutí.

## Životopis
Absolvovala učitelství, obor historie a němčina, na univerzitě v Lipsku. Následné studium u Prof. Dr. Hartmuta Zwahra zakončila doktorskou prací Städtische Mittelschichten in Leipzig während der bürgerlichen Umwälzung (1830–1870), untersucht auf der Grundlage biographischer Massenquellen.
V letech 1984 až 1998 byla vědeckou asistentkou na téže univerzitě. Mezi lety 1991 až 1993 se podílela v několika vládních komisích na demokratické transformaci a obnovení předmětu dějiny v Sasku. V letech 1998 až 2005 pracovala na různých vědeckých institucích, mimo jiné na univerzitách v Lipsku, Chemnitz a Jeně. V lednu 2004 se habilitovala na fakultě historie, filozofie a teologie univerzity v Bielefeldu. Od 1. července 2006 je řádnou profesorkou na katedře hospodářských a sociálních dějin na Technické univerzitě v Drážďanech.

## Členství v odborných grémiích
Susanne Schötz je členkou Arbeitskreis Historischer Frauenforschung a vedoucí jejího regionálního centra Východ, které sdružuje spolkové země Sasko, Durynsko a Sasko-Anhaltsko. Od roku 2000 je místopředsedkyní společnosti Louise Otto-Peters-Gesellschaft e. V. v Lipsku.

## Dílo (výběr)
- Handelsfrauen in Leipzig. Zur Geschichte von Arbeit und Geschlecht in der Neuzeit, Köln/Weimar/Wien 2004, ISBN 9783412176037
- Frauenalltag in Leipzig. Weibliche Lebenszusammenhänge im 19. und 20. Jahrhundert, Geschichte und Politik in Sachsen 4, Weimar 1997, ISBN 3412047961